# Abdurahman Aliti
Abdurahman Aliti (mac. Абдурахман Алити; ur. 12 lipca 1945 w Żelinie, zm. 27 czerwca 2013 w Skopju) – jugosłowiański i północnomacedoński polityk oraz nauczyciel pochodzenia albańskiego, absolwent Uniwersytetu Świętych Cyryla i Metodego w Skopju. Deputowany do macedońskiego parlamentu (1990–2002), wiceprzewodniczący Zgromadzenia Republiki Macedonii w kadencji 1994–1998, przewodniczący Partii na rzecz Demokratycznego Dobrobytu (1994–1999), ambasador Republiki Macedonii w Sofii (2005–2008).